# Ministère des Postes, des Télécommunications et de l'Économie numérique
Le ministère des Postes, des Télécommunications et de l’Économie numérique est un ministère guinéen.

## Titulaires depuis 2010
| Nom | Nom                   | Dates du mandat | Dates du mandat | Gouvernement(s)     |
| --- | --------------------- | --------------- | --------------- | ------------------- |
|     | Oyé Lamah Guilavogui  | 24/12/2010      | 26/12/2015      | Saïd Fofana I et II |
|     | Moustapha Mamy Diaby  | 26/12/2015      | 19/06/2020      | Youla et Kassory I  |
|     | Saïd Oumar Koulibaly  | 19/06/2020      | 05/09/2021      | Kassory I et II     |
|     | Aminata Kaba          | 4/11/2021       | 20/08/2022      | Béavogui            |
|     | Ousmane Gaoual Diallo | 20/08/2022      | 19/02/2024      | Bernard Goumou      |
|     | Rose Pola Pricemou    | 19/3/2024       | En cours        | Bah Oury            |